# في قلب نجد والحجاز
في قلب نجد والحجاز
يعدُ هذا الكتاب بمثابة الوثيقةِ التي أَرَّخَتْ لتاريخِ نجْد والحجازِ على رمالِ صحرائها، حيثُ تضمَّنَ سلسلةَ مقالاتٍ سياسية، واجتماعية، ودينية، وجغرافية حملت بين طياتها حقائق ومشاهداتٍ في قلب شبه الجزيرة العربية، وقد أرَّخَ الكاتب تاريخ نجد والحجاز من خلال وصف البلدان التي زارها، والتي أفصحت بدورها عن العاداتِ والتقاليد والموروثات الشعبية والثقافية والعَقَديةِ، وقد استهلَ الكاتب رحلته بزيارتهِ لبلدةِ «قُرَيَّاتْ المِلْح» باعتبارها أول بلدةٍ تدخُلُ في نفوذ الملك عبد العزيز آل سعود آنذاك، ثم زار مدن الجوف، وحائل، والبُرَيْدَة، كما تحدَّث عن عقائد النجديين في الحياة والخلود، واختتم رحلته بزيارته «لأم القُرَى» مكة المكرمة، حيث تحدَّث عن نظام الحكم وشعائر الحجِ وطقوس الصيام فيها.

## وصلات الخارجية
في قلب نجد والحجاز
goodreads